# سالبادور رييس تشافيز
سالبادور رييس تشافيز (بالإسبانية: Salvador Reyes Chávez) هو لاعب كرة قدم مكسيكي، ولد في 4 مايو 1998 في تاكسكو ‏ في المكسيك. لعب مع نادي موريليا الرياضي.